# Jitka Saková
Jitka Saková (1. listopadu 1933, České Budějovice – 13. prosince 2024 České Budějovice) byla knihovnice a bibliografka Jihočeské vědecké knihovny v Českých Budějovicích.

## Životopis
Její otec Vít Janeček byl městský archivář v Českých Budějovicích, rodinné prostředí ji předurčilo k jejímu povolání. V roce 1952 maturovala na gymnáziu v Českých Budějovicích, dálkově absolvovala Osvětovou školu v Praze, větev knihovnictví (dnes Střední knihovnická škola v Praze) v roce 1966.
Po absolutoriu pracovala krátce jako administrativní pracovnice ve Společnosti pro šíření politických a vědeckých znalostí v Českých Budějovicích, od roku 1959 pracovala v Krajské knihovně v Českých Budějovicích (dnes Jihočeské vědecké knihovně)
Nejprve pracovala v metodickém oddělení knihovny a zpracovávala texty o významných osobnostech jižních Čech. Stěžejní její rolí v knihovně byla vedoucí regionálního oddělení této knihovny v 70. a 80. letech 20. století. V knihovně pracovala do roku 1991.
Jejím manželem byl historik doc. Robert Sak, do roku 1970 vedoucí redaktor jihočeského vydavatelství Růže, odkud byl v době normalizace spolu s ředitelem a dalšími zaměstnanci v roce 1970 propuštěn; Manželka Jitka mu v letech 1970-1990 vydatně pomáhala při bádání v archivech, především v literárním archivu ve Starých Hradech u Libáně. K profesi historika a publikování se mohl vrátit až po Sametové revoluci.
Jejich dcera Tamara nebyla z politických důvodů přijata na gymnázium v Českých Budějovicích, teprve po roce byla přijata na gymnázium v Trhových Svinech. Vysokoškolské studium absolvovala dálkovým studiem a pokračuje ve šlépějích své matky v Jihočeské vědecké knihovně v Českých Budějovicích.

## Odborná činnost
Byla členkou subkomise pro národní a regionální bibliografii Bibliografické komise Národní (tehdy) Státní) knihovny v letech 1967–1982. Zúčastnila se každoročních porad této subkomise.
Podílela se na tvorbě ročenek souběžné regionální bibliografie Jihočeský kraj v tisku za léta 1964–1982, zpracovala několik personálních bibliografií o významných osobnostech Jihočeského kraje.
Je spoluautorkou metodické příručky Knihovny a práce s regionální literaturou, kterou se do roku 1990 řídily všechny krajské knihovny České republiky při tvorbě ročenek Xtý kraj v tisku v roce .... Publikace podrobně obsahuje – jak uvádí podtitul – práci a zkušenosti tehdejších státních vědeckých a krajských knihoven této odborné činnosti: region, regionální literatura, regionální osobnost, fond regionální literatury (způsoby jeho doplňování, organizace fondu), bibliograficko-informační aparát pro práci s regionální literaturou (katalogy, kartotéky věcné, tj. geografické a osobností). Zvlášť zásadní kapitolou je oddíl týkající se třídění bibliografických záznamů v ročenkách.

## Výběr bibliografických prací
- MIKUŠKOVIČOVÁ, Jiřina a SAKOVÁ, Jitka. Karel Klostermann: personální bibliogr. České Budějovice: Krajská knihovna, 1976. 71 s.
- SAKOVÁ, Jitka. Družba Gomel – České Budějovice: (soupis článků z Jihočeské pravdy). České Budějovice: Krajská knihovna, 1967. [8] s.
- SAKOVÁ, Jitka. Jihočeský kraj v tisku. 1964. Čes. Budějovice, 1966. 120 s.
- SAKOVÁ, Jitka. Jihočeský kraj v tisku. 1965. Čes. Budějovice, 1968. 295 s.
- SAKOVÁ, Jitka. Jihočeský kraj v tisku. 1967. Čes. Budějovice, 1969. 533 s.
- SAKOVÁ, Jitka. Jihočeský kraj v tisku: soupis publ. a článků. 1970. Čes. Budějovice, 1974. Nestr.
- SAKOVÁ, Jitka. Jihočeský kraj v tisku 1972: soupis publikací a čl. České Budějovice: Krajská knihovna, 1977, [na tit. listu nesprávně] 1976. 406, [1] s. Prameny k souběžné regionální bibliogr. Čech a Moravy.
- SAKOVÁ, Jitka. Jihočeský kraj v tisku 1973: soupis publ. a článků. České Budějovice: Krajská knihovna, 1979. 371, [1] s. Prameny k souběžné regionální bibliogr. Čech a Moravy.
- SAKOVÁ, Jitka. Jihočeský kraj v tisku 1974: soupis publ. a článků. České Budějovice: Státní vědecká knihovna, 1979. 386, [1] s. Prameny k souběž. regionální bibliogr. Čech a Moravy.
- SAKOVÁ, Jitka. Jihočeský kraj v tisku 1975: soupis publ. a článků. České Budějovice: Státní vědecká knihovna, 1980. 415, [1] s. Prameny k souběž. regionální bibliogr. Čech a Moravy.
- SAKOVÁ, Jitka a ŽIŽKOVÁ, Ludmila. Jihočeský kraj v tisku 1978: soupis publikací a článků. České Budějovice: Státní vědecká knihovna, 1981. 359 s.
- SAKOVÁ, Jitka, ŽIŽKOVÁ, Ludmila a KAKLUŠOVÁ, Slávka, ed. Jihočeský kraj v tisku: soupis publ. a článků. 1979. Čes. Budějovice: Státní vědecká knihovna, 1983. 439 s.
- SAKOVÁ, Jitka a ŽIŽKOVÁ, Ludmila. Jihočeský kraj v tisku 1980: soupis publikací a článků. České Budějovice: Státní vědecká knihovna, 1982. 394 s.
- SAKOVÁ, Jitka a ŽIŽKOVÁ, Ludmila. Jihočeský kraj v tisku 1982. Část 1,2: soupis publikací a článků. České Budějovice: Státní vědecká knihovna. 1985. 740 s. Prameny k souběžné bibliografie Čech a Moravy.
- SAKOVÁ, Jitka. Knihovnictví v Jihočeském kraji 1968–1971: Soupis článků a publikací ... České Budějovice: Krajská knihovna, 1972. 22 s.
- SAKOVÁ, Jitka. Knihovnictví v Jihočeském kraji 1972: Soupis článků a publikací. České Budějovice: Krajská knihovna, 1976. 21, [1] s.
- SAKOVÁS, Jitka. Knihovnictví v Jihočeském kraji 1974: Soupis článků a publikací. České Budějovice: Státní vědecká knihovna, 1979. 21, [1] s.
- SAKOVÁ, Jitka. Knihovnictví v Jihočeském kraji 1975: Soupis článků a publikací. České Budějovice: Státní vědecká knihovna, 1979. 26, [1] s.
- SAKOVÁ, Jitka. Může nám výživa také škodit?: doporučující bibliografie pro LA a LU. České Budějovice: Krajská knihovna, 1966. 6 s.
- SAKOVÁ, Jitka. Nová ekonomika a technika ve stavebnictví: doporučující bibliografie k LA a LU. České Budějovice: Krajská knihovna, 1966. 4 s.
- SAKOVÁ, Jitka. Objevujeme jižní Čechy: doporučující bibliografie k LA a LU. České Budějovice: Krajská knihovna, 1966. [4] s.
- Saková, Jitka. Soupis jihočeských regionálních bibliografií za léta 1966–1972. České Budějovice: Krajská knihovna, 1973. 10, [1] s.
- SAKOVÁ, Jitka. Výběrová bibliografie pro posluchače Večerní university marxismu–leninismu. České Budějovice: Krajská knihovna, 1965. 2 sv.
- SAKOVÁ, Jitka. Výchova dítěte v 1. až 9. ročníku ZDŠ: (doporučující bibliografie). České Budějovice: Krajská knihovna, 1966. 16 s.
- SAKOVÁ, Jitka. Zimní sporty: výběrová bibliografie. České Budějovice: Okresní knihovna, 1962. 4 s.